# Túc Hiếu Hoàng hậu
Túc Hiếu Hàng Hoàng hậu (chữ Hán: 肅孝杭皇后, ? － 1456), cũng gọi Cảnh Đế Hàng Hoàng hậu (景帝杭皇后), là Hoàng hậu thứ hai của Minh Đại Tông Chu Kì Ngọc. 
Bà là mẹ của Hoài Hiến thái tử Chu Kiến Tế của Minh Đại Tông. Và dù từng là Hoàng hậu, nhưng truyện của bà không được ghi lại trong Minh sử phần Hậu phi truyện, mà chỉ có thể tìm được chút manh mối qua Bản kỷ về Đại Tông.

## Tiểu sử
Hàng thị là con gái của Hàng Dục (杭昱), không rõ quê quán. Bà trước là Thành vương thứ phi, sinh hạ cho Thành vương đứa con trai duy nhất Chu Kiến Tế (朱見濟). Sau sự kiện Sự biến Thổ Mộc bảo, triều đình nhà Minh cùng với Tôn Thái hậu đề nghị lập Thành vương Chu Kì Ngọc làm Hoàng đế. Thành vương kế vị, sử gọi là Minh Đại Tông hoặc [Minh Cảnh Đế], lập con trai của Minh Anh Tông là Chu Kiến Thâm làm Hoàng thái tử.
Năm Chính Thống thứ 14 (1449), Cảnh Thái Đế lập Uông thị làm Hoàng hậu, còn Hàng thị làm Quý phi. Cảnh Thái năm thứ 3 (1452), ông phế chức Thái tử của Chu Kiến Thâm lập con trai Chu Kiến Tế làm Thái tử. Do Uông Hoàng hậu kịch liệt phản đối, dẫn đến khiến Đại Tông nổi giận, phế truất ngôi vị Hoàng hậu. Sau đó lập Hàng Quý phi làm Hoàng Hậu, cha bà là Dục cũng thành Chỉ huy Cẩm y vệ. Không lâu sau Thái tử Chu Kiến Tế qua đời sớm. 
Năm thứ 7 (1456), Hoàng hậu Hàng thị qua đời, thuỵ hiệu là Túc Hiếu Hoàng hậu (肅孝皇后), an táng vào Khánh Lăng. 
Sau sự kiện Đoạt môn chi biến, Minh Anh Tông trở lại làm Hoàng đế. Anh Tông đã ra lệnh phế Đại tông làm Thành vương như cũ và tước hiệu "Túc Hiếu hoàng hậu" của Hàng thị cũng bị hủy bỏ. Về sau, triều Nam Minh mới phục lại thuỵ hiệu cho bà.

## Trong văn hóa đại chúng
| Năm  | Phim ảnh             | Diễn viên   | Nhân vật       |
| 2016 | Nữ y Minh phi truyện | Lưu Thi Thi | Hàng Doãn Hiền |